# 俱利县
俱利县，中国南北朝时设置的县。
东魏置俱利县，治所在今河南省渑池县西。属司州渑池郡。渑池郡下辖俱利县、北渑池县二县。不久被废除。 